# Carrollton (Texas)
Carrollton város az USA Texas államában, Collin, Dallas és Denton megyében. Lakosainak száma 133 434 fő (2020. április 1.).

## Népesség
A település népességének változása:
| Lakosok száma | 573  | 119 097 | 133 434 |
|               | 1920 | 2010    | 2020    |